# House of Secrets (DC Comics)
The House of Secrets (em português: "A Casa dos Segredos") é o nome de várias quadrinhos de antologia de mistério, fantasia e terror, publicada originalmente nos Estados Unidos pela editora norte-americana DC Comics. É famosa por seu o título que introduziu o personagem Monstro do Pântano (no original: "Swamp Thing"). Teve uma série irmã intitulada House of Mystery.

## Publicação original

### Primeira série
A série original da Era de Prata teve 80 edições de novembro/dezembro de 1956 a setembro/outubro de 1966.[carece de fontes?] Além dos contos, histórias "one-off", várias edições mostraram as aventuras do mago Mark Merlin, que apareceu pela primeira vez na edição #23 (agosto de 1959). O super-vilão (herói-vilão) de dupla personalidade Eclipso criado por Bob Haney e Lee Elias estreou na história "Eclipso, o gênio que lutou contra si mesmo" da edição #61 (agosto de 1963) e permaneceu até o final da série. O Príncipe Ra-Man, o Mestre da Mente, apareceu na #73 (julho–agosto de 1965) como um "substituto" para Mark Merlin ao estilo do Doutor Estranho. O Príncipe Ra-Man batalhou duas vezes contra o Eclipso. As histórias do "Príncipe Ra-Man" terminaram em House of Secrets #80 (setembro–outubro de 1966), a edição final da série. Outras sagas mais curtas foram as de Mr. K. Sador (no original: "Peter Puptent, Explorer"); "Dolly and the Professor"; "Doctor Rocket"; e "Moolah the Mystic".

#### Relançamento (segunda fase)

Capa da House of Secrets #92 (julho de 1971), estreia do Monstro do Pântano. Arte da capa por Bernie Wrightson.

A série foi revivida três anos depois como The House of Secrets, iniciando na edição #81 (agosto–setembro de 1969). Nessa nova fase, os contos de terror e de suspense tinham como anfitrião um personagem chamado Abel, a HQ também acolheria o quadrinho satírico Plop!. Seu irmão Caim foi anfitrião das histórias da House of Mystery ("Casa dos Mistérios"). O Monstro do Pântano apareceu pela primeira em House of Secrets #92 (julho de 1971) numa história de terror ambientada no início do século XX, escrita por Len Wein e desenhada por Bernie Wrightson. A mulher que apareceu na capa desta edição foi modelada a partir da imagem da futura escritora de quadrinhos Louise Simonson. O Homem Remendado (no original: "Patchwork Man"), um personagem da série regular Swamp Thing, que deveria tornar-se um personagem contínuo da série, mas só apareceu em uma edição.
Neste renascimento da House of Secrets, a série ostentou muitas capas desenhadas por Neal Adams, Bernie Wrightson e Michael Kaluta. A série foi "mesclada" com The Unexpected na edição #189, até a edição #199. A série foi publicada em 68 páginas.
A Casa dos Segredos tornou-se o nome da mansão e morada do seu anfitrião, Abel. O escritor Mike Friedrich e o artista Jerry Grandenetti criaram a casa e explicaram suas origens. A série The Sandman revelou que a mansão existe tanto no mundo real do Universo DC como no Reino dos Sonhos, como uma espécie de repositório de segredos dos mais variados possíveis.
Nos anos 80 e 90, Abel e seu irmão Cain se tornariam personagens recorrentes da série The Sandman e nas séries relacionadas como The Dreaming.

### Segunda série
O selo Vertigo da DC reviveu o nome da House of Secrets como um novo título e conceito. Agora, a Casa dos Segredos era uma mansão móvel, aparecendo em diferentes lugares.
Começando tudo fresquinho na nova edição #1 (outubro de 1996), a série durou 25 edições, além do especial de duas partes House of Secrets: Facade. A terceira série de House of Secrets é propriedade autoral do criador ("creator-owned"), a exceção fica ao título que foi "licenciado" pela DC para os criadores da série. Conforme a seção de cartas da edição 6, por razões legais, não poderiam incluir Cain e Abel nas histórias.

## Republicação no Brasil
A primeira série original nunca foi totalmente republicada no Brasil, o pouco que saiu foi pela editora EBAL, mas nunca seguia a numeração contínua original, eram sempre edições espaçadas.[carece de fontes?]
De acordo com o site Guia dos Quadrinhos somente 5 das 25 edições originais do segundo volume da série foram republicados pela editora Metal Pesado, nas cinco edições da minissérie Mansão dos Segredos - Fundação, publicada de setembro de 1998 a março de 1999.[carece de fontes?]

## QG do Sexteto Secreto
Em meados de 2000, o Sexteto Secreto fizeram da Casa dos Segredos sua sede. Na edição #5 de Villains United, Escândalo disse que a Casa se recusa a ser revelar sob quaisquer métodos de detecção, sejam místicos ou tecnológicos. Ela também disse que o Harpia afirmou que a Casa era uma "casa de vítimas".

## Em outros meios
A Casa dos Segredos apareceu no episódio "Segredos" da série de televisão Young Justice (Justiça Jovem (título no Brasil) ou Jovens Justiceiros (título em Portugal)). Na série, foi retratada como uma loja mágica do outro lado da rua da casa de Greta e Billy Hayes.

## Coletâneas

### Estados Unidos
- The Jack Kirby Omnibus compilando histórias da House of Secrets #3–4, 8 e 12, 304 páginas, agosto de 2011, ISBN 1-4012-3107-1
- Showcase Presents: Eclipso coletando histórias do Eclipso da House of Secrets #61–80, 296 páginas, agosto de 2009, ISBN 1-4012-2315-X
- Showcase Presents: House of Secrets
  - Volume 1 coletando House of Secrets #81–98, 544 páginas, agosto de 2008, ISBN 978-1-4012-1818-8
  - Volume 2 coletando House of Secrets #99–119, 496 páginas, outubro de 2009, ISBN 1-4012-2523-3
- The Steve Ditko Omnibus Volume 1 compilando House of Secrets #139: "The Devil's Daughter" e House of Secrets #148: "Sorcerer's Apprentice" ambos por Jack Oleck e Steve Ditko, 480 páginas, setembro de 2011, ISBN 1-4012-3111-X
- House of Secrets Omnibus coletando House of Secrets vol. 2 #1–25, 752 páginas, abril de 2013, ISBN 978-1-4012-3673-1